# Jan Verdonck
Jan Verdonck (1546 (?) - na 1624) was een componist uit de Nederlandse School

## Leven en werk
Er zijn aanwijzingen dat Jan Verdonck aan de Sint-Sulpitiuskerk in Diest was verbonden.
In de door Petrus Phalesius uitgegeven bloemlezing van bicinia Liber musicus, duarum vocum cantiones, tum latinas tum gallicas atque teutonicas [...] uit 1571 zijn drie 3 tweestemmige Nederlandse liederen opgenomen die aan Jan Verdonck worden toegeschreven:
- Alle mijn ghepeijs doet mij so wee;
- Godt es mijn licht en mijn salicheijt;
- Schoon lief wat macht u baten.